# Nederlands Hervormde kerk (Hummelo)
De Nederlands Hervormde kerk is een protestantse kerk in de Nederlandse plaats Hummelo. De kerk is in de jaren 1838 - 1839 gebouwd op de plaats waar al enkele eeuwen een kerk stond. Aangezien die vervallen was geraakt, werd besloten tot de bouw van een nieuwe kerk. Al in 1826 wordt er een verzoek aan koning Willem I der Nederlanden gedaan voor een financiële bijdrage, die in 1838 door het Rijk wordt gehonoreerd. Hendrik Jacob Carel Johan van Heeckeren van Enghuizen deed eveneens een grote financiële bijdrage, waarna de gemeenschap de rest van het benodigde bedrag bij elkaar legde. Op 7 juli 1839 werd de kerk ingewijd.
De neogotische zaalkerk is opgetrokken uit baksteen, met een eveneens bakstenen kerktoren. De toren wordt bekroond met een kleine torenspits. In de toren zijn rondboogvensters verwerkt en het aanwezige uurwerk is afkomstig van Van Bergen. In de voor- en zijgevels zijn in tegenstelling tot de toren spitsboogvensters verwerkt. In de kerk is een eenklaviersorgel uit 1883 aanwezig, gemaakt door de firma Leichel. 
De kerk is in 1967 aangewezen als rijksmonument.

## Galerij

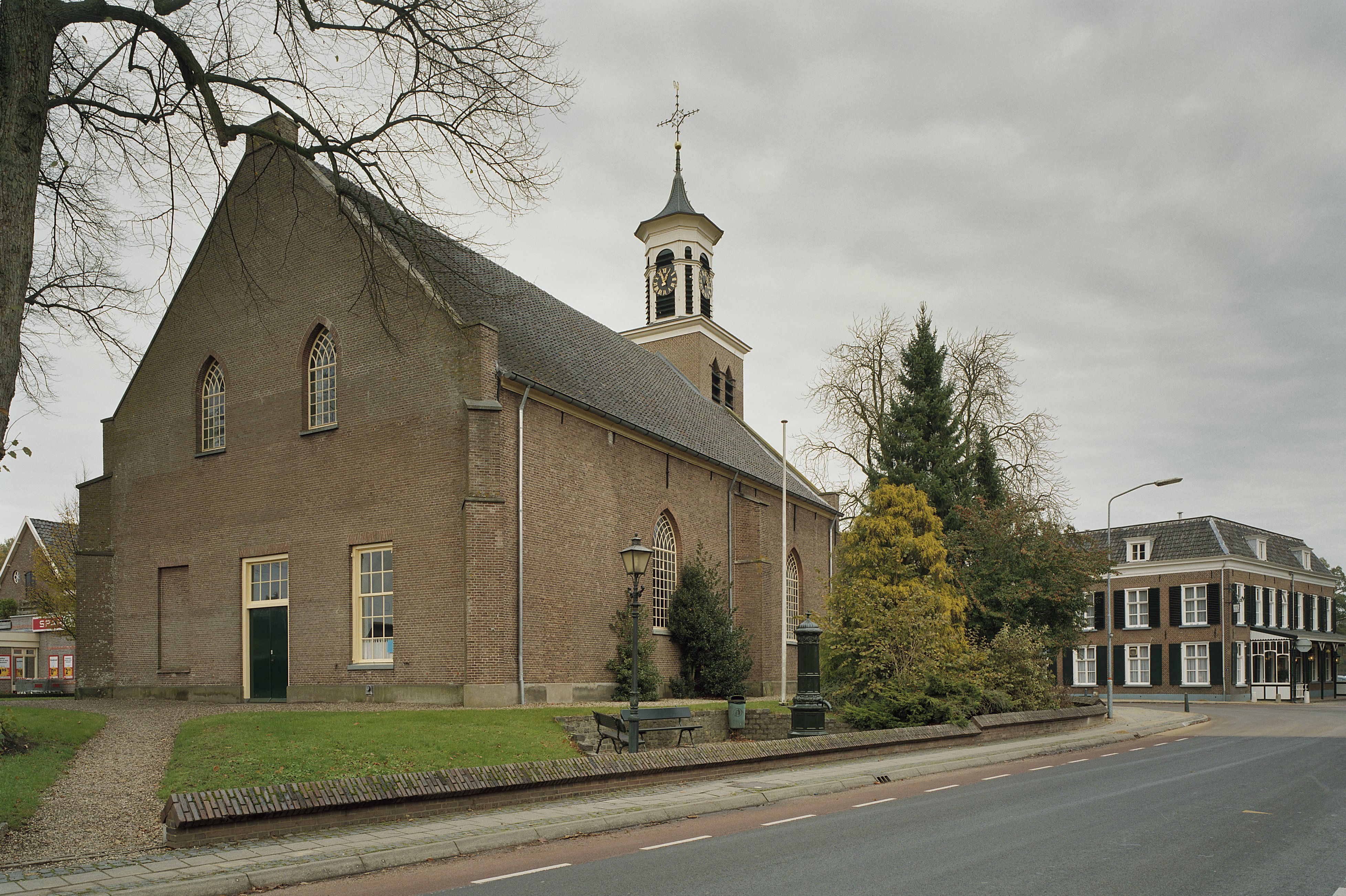
Achterzijde
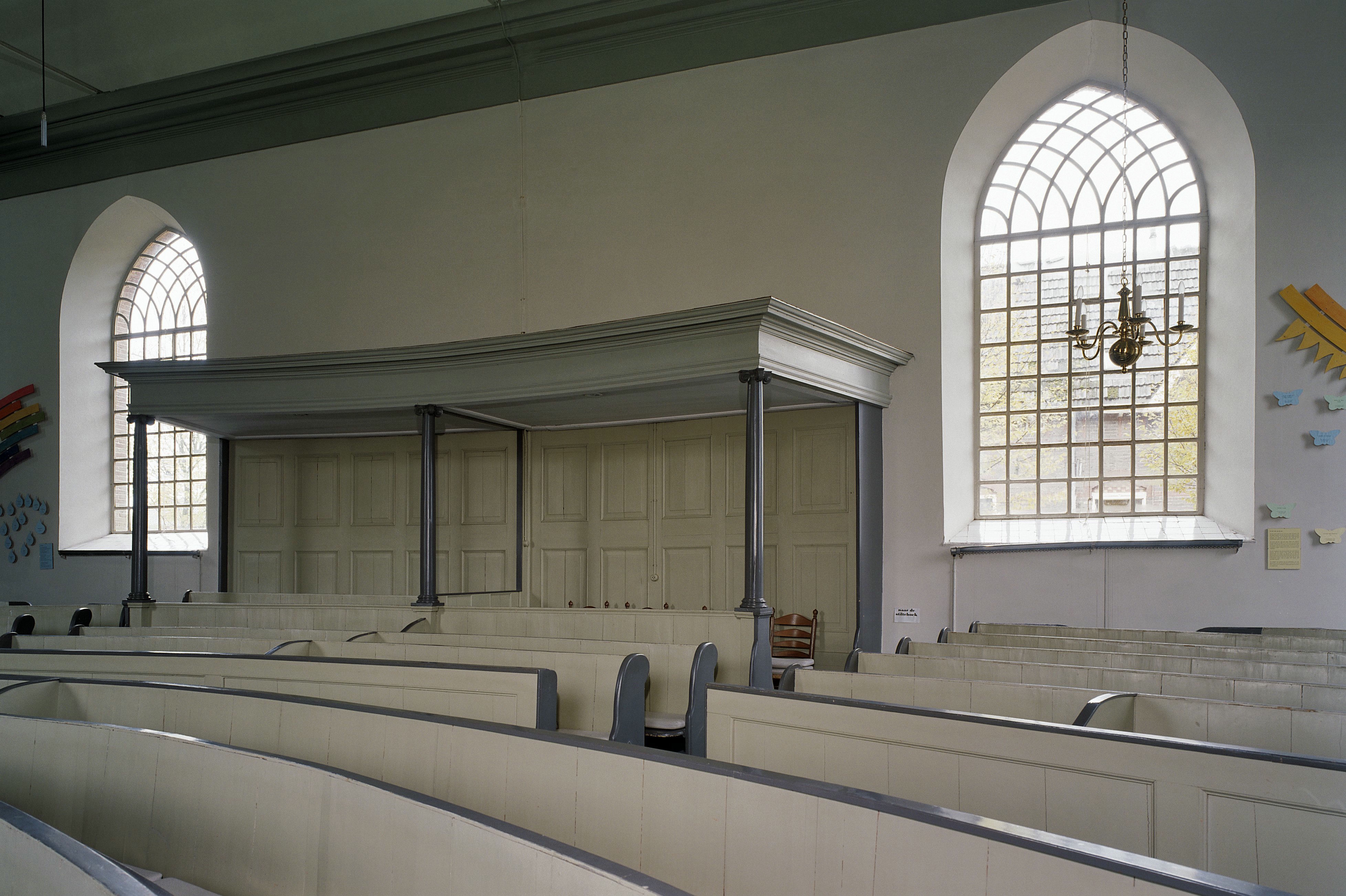
Herenbank
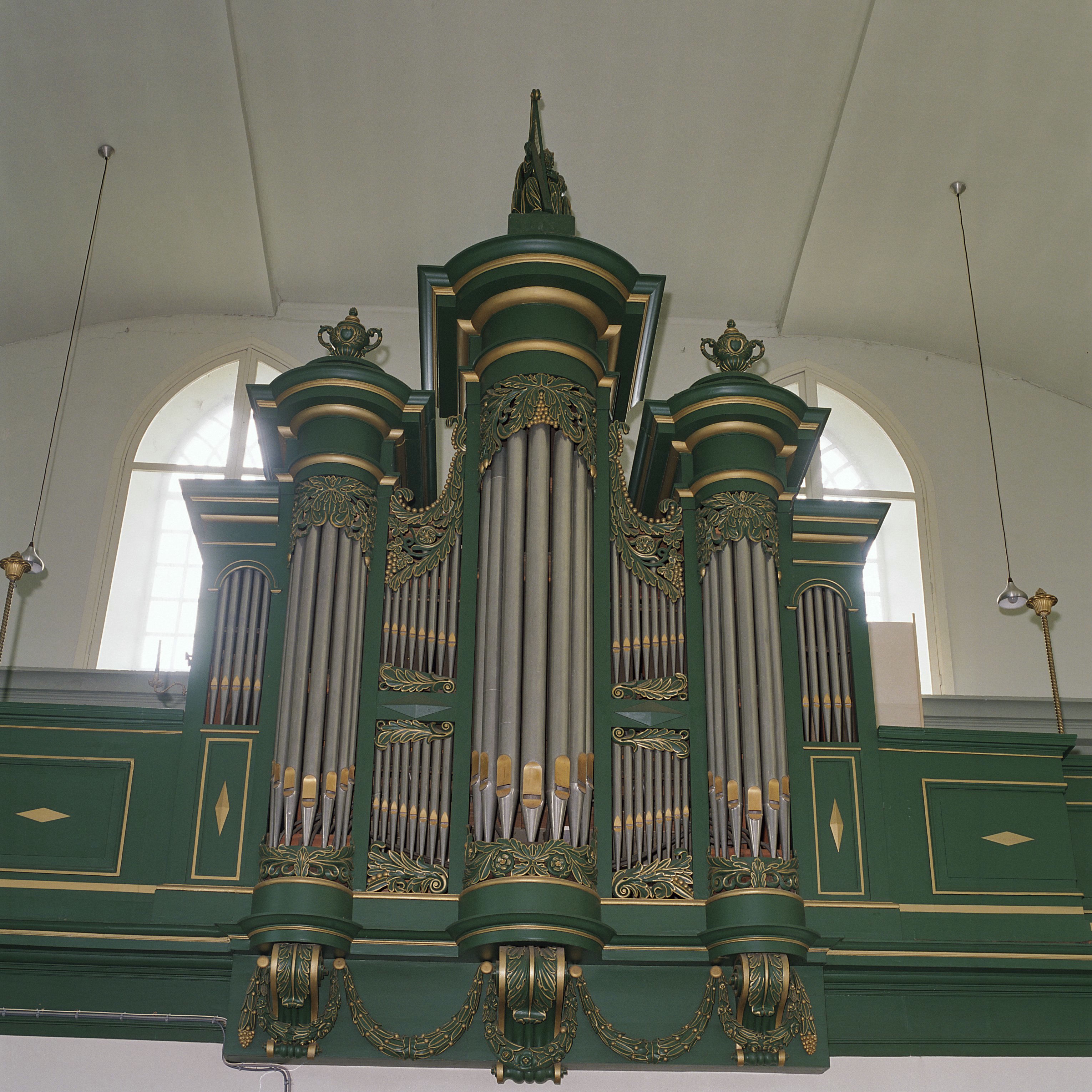
Kerkorgel
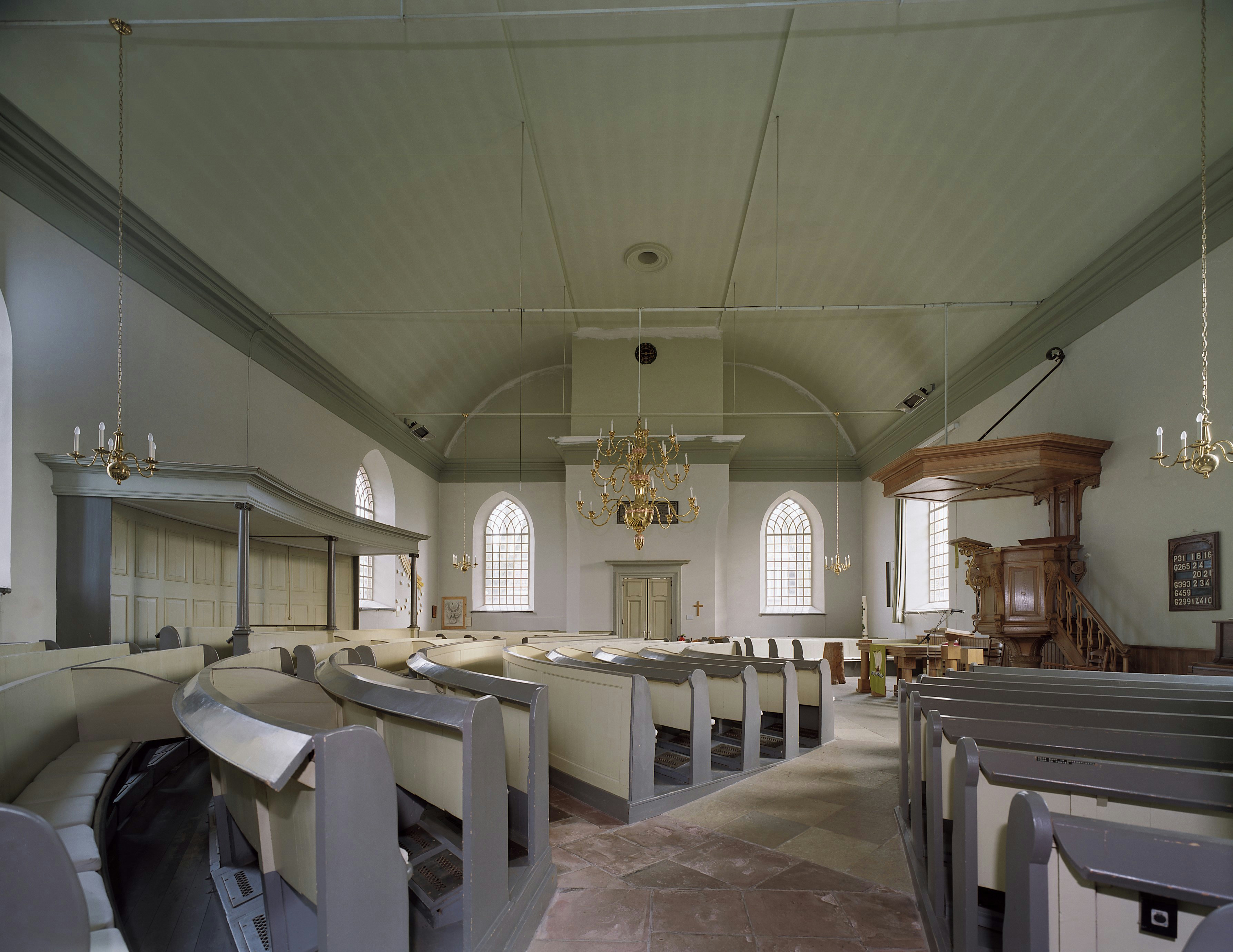
Interieur